# Peptide intestinale vasoattivo
Il peptide intestinale vasoattivo (in inglese: Vasoactive intestinal peptide o anche VIP) è un ormone peptidico contenente 28 residui amminoacidici ed è prodotto dal pancreas e da particolari cellule del duodeno.
Ha un'emivita nel sangue di circa due minuti.

## Funzione
Il VIP ha ruoli differenti a seconda delle differenti parti del corpo in cui agisce:
- il suo ruolo nell'intestino è quello di stimolare la secrezione di acqua ed elettroliti, così come di dilatare la muscolatura liscia intestinale, dilatare i vasi sanguigni periferici, stimolare la secrezione di bicarbonato pancreatico e inibire la secrezione di acido gastrico stimolata dalla gastrina. Questi effetti agiscono insieme per aumentare la motilità intestinale;[1]
- è presente inoltre nel cervello e in qualche nervo autonomo. Una regione del cervello include una specifica regione dei nuclei soprachiasmatici (SCN) dove si trova il "pacemaker circadiano primario". Dato che i SCN sono responsabili nel rilevare la luce nell'ambiente circostante comunicatagli direttamente dalla retina, e comunicano questa informazione sul relativo "momento del giorno" al resto del corpo, è probabile che VIP giochi un ruolo chiave nel meccanismo dell'orologio biologico dei mammiferi;
- è presente anche nel cuore ed ha effetti significativi sull'apparato cardiocircolatorio. È causa di vasodilatazione coronarica[2] ed ha anche un effetto inotropo e cronotropo positivo. Sono in corso degli studi per verificare se giochi un ruolo benefico nel trattamento di insufficienza cardiaca;
- a livello polmonare inibirebbe la contrazione della muscolatura liscia bronchiale (effetto broncodilatatore) ed in parte stimolerebbe la secrezione mucosa, nonché provocherebbe il rilasciamento dei vasi polmonari;
- a livello pituitario, secreto dai precitati nuclei neuronali, partecipa al tono stimolante la secrezione di prolattina e quindi, in maniera indiretta, alla lattazione.

## Patologie
VIP è sovrapprodotto nel VIPoma (conosciuto anche come Sindrome di Verner Morrison), rara neoplasia endocrina pancreatica.